# Брюэс, Давид-Августин де
Давид-Августин де Брюэс (фр. David Augustin de Brueys; 1640—1723) — французский драматург и богослов.

## Биография
Давид-Августин де Брюэс родился в 1640 году в городе Экс-ан-Провансе во французском департаменте Буш-дю-Рон.
Обращенный Боссюэтом в католичество, сделался лицом духовным и писал полемические сочинения теологического содержания. 
Однако де Брюэс не мог противостоять влечению к театру и, в сотрудничестве с Жаном Палапра (1650—1721), написал много пьес, пользовавшихся большим успехом. Лучшей их пьесой считается комедия: «Le Grondeur» написанная в 1691 году, которую Вольтер ставил выше всех фарсов Мольера; в «Avocat Patelin» они представили удачную переделку этого знаменитого средневекового фарса. Кроме того, славились следующие их совместные произведения: «Le Muet», «Le sot toujours sot», «Les Quiproquo», «L’important». 
Некоторые пьесы де Брюэс написал самостоятельно, без участия Палапра. Сочинения де Брюэса и Палапра были изданы вместе, уже после смерти обоих авторов, в 1755 году трёхтомном издании (втрое двухтомное издание вышло в 1812 году).
Давид-Августин де Брюэс умер 27 ноября 1723 года в городе Монпелье.